# Titularbistum Pionia
Pionia  ist ein Titularbistum der römisch-katholischen Kirche. Es geht zurück auf einen untergegangenen Bischofssitz in der antiken Stadt Pionia in der kleinasiatischen Landschaft Mysien. Der Bischofssitz war der Kirchenprovinz Kyzikos zugeordnet.
| Titularbischöfe von Pionia |                                  |                                                                        |                  |                 |
| Nr.                        | Name                             | Amt                                                                    | von              | bis             |
| 1                          | Alessandro Evreinoff             | Ordinarius der Byzantiner in Rom (Italien)                             | 31. Oktober 1936 | 19. März 1947   |
| 2                          | Domenico da Silva Gonçavles      | Koadjutorbischof von Guarda (Portugal)                                 | 21. Juni 1948    | 1. Februar 1952 |
| 3                          | Abilio del Campo y de la Bárcena | Weihbischof in Calahorra y La Calzada (Spanien)                        | 29. Oktober 1952 | 7. Mai 1953     |
| 4                          | José Armando Gutiérrez Granier   | Weihbischof in Santa Cruz de la Sierra und später in La Paz (Bolivien) | 19. Januar 1954  | 19. August 1965 |